# Nastro d'argento al migliore attore protagonista
Il Nastro d'argento al miglior attore protagonista è un riconoscimento cinematografico italiano assegnato annualmente dal Sindacato Nazionale Giornalisti Cinematografici Italiani a partire dal 1946.
L'attore che ha ricevuto questo premio il maggior numero di volte (sette) è Marcello Mastroianni. Segue Pierfrancesco Favino, vincitore per cinque volte e Vittorio Gassman e Nino Manfredi, vincitori per quattro volte ciascuno.

## Albo d'oro
I vincitori sono indicati in grassetto, a seguire gli altri candidati.

### Anni 1946-1949
- 1946: Andrea Checchi - Due lettere anonime
- 1947: Amedeo Nazzari - Il bandito
- 1948: Vittorio De Sica - Cuore
- 1949: Massimo Girotti - In nome della legge

### Anni 1950-1959
- 1950: non assegnato
- 1951: Aldo Fabrizi - Prima comunione
- 1952: Totò - Guardie e ladri
- 1953: Renato Rascel - Il cappotto
- 1954: Nino Taranto - Anni facili
- 1955: Marcello Mastroianni - Giorni d'amore
- 1956: Alberto Sordi - Lo scapolo
- 1957: non assegnato
  - Pietro Germi - Il ferroviere
  - Marcello Mastroianni - La fortuna di essere donna
- 1958: Marcello Mastroianni - Le notti bianche
  - Vittorio Gassman - Kean - Genio e sregolatezza
- 1959: Vittorio Gassman - I soliti ignoti
  - Pietro Germi - L'uomo di paglia
  - Alberto Sordi - Il marito

### Anni 1960-1969
- 1960: Alberto Sordi - La grande guerra
  - Vittorio De Sica - Il generale Della Rovere
  - Vittorio Gassman - La grande guerra
- 1961: Marcello Mastroianni - La dolce vita
  - Marcello Mastroianni - Il bell'Antonio
  - Alberto Sordi - Tutti a casa
- 1962: Marcello Mastroianni - Divorzio all'italiana
  - Alberto Sordi - Una vita difficile
  - Franco Citti - Accattone
- 1963: Vittorio Gassman - Il sorpasso
  - Marcello Mastroianni - Cronaca familiare
  - Salvo Randone - I giorni contati
  - Alberto Sordi - Mafioso
- 1964: Ugo Tognazzi - Una storia moderna: l'ape regina
  - Marcello Mastroianni - 8½
  - Vittorio Gassman - I mostri
- 1965: Saro Urzì - Sedotta e abbandonata
  - Nino Manfredi - La ballata del boia
  - Marcello Mastroianni - Matrimonio all'italiana
- 1966: Nino Manfredi - Questa volta parliamo di uomini
  - Marcello Mastroianni - La decima vittima
- 1967: Totò - Uccellacci e uccellini
  - Vittorio Gassman - L'armata Brancaleone
  - Enrico Maria Salerno - Le stagioni del nostro amore
- 1968: Gian Maria Volonté - A ciascuno il suo
  - Alberto Sordi - Un italiano in America
  - Ugo Tognazzi - L'immorale
- 1969: Ugo Tognazzi - La bambolona
  - Gian Maria Volonté - Banditi a Milano
  - Lino Capolicchio - Escalation

### Anni 1970-1979
- 1970: Nino Manfredi - Nell'anno del Signore
  - Carmelo Bene - Nostra Signora dei Turchi
  - Ugo Tognazzi - Il commissario Pepe
- 1971: Gian Maria Volonté - Indagine su un cittadino al di sopra di ogni sospetto
  - Vittorio Gassman - Brancaleone alle crociate
  - Marcello Mastroianni - Dramma della gelosia - Tutti i particolari in cronaca
- 1972: Riccardo Cucciolla - Sacco e Vanzetti
  - Gian Maria Volonté - La classe operaia va in paradiso
  - Alberto Sordi - Bello, onesto, emigrato Australia sposerebbe compaesana illibata
- 1973: Giancarlo Giannini - Mimì metallurgico ferito nell'onore
- 1974: Giancarlo Giannini - Film d'amore e d'anarchia - Ovvero "Stamattina alle 10 in via dei Fiori nella nota casa di tolleranza..."
  - Giancarlo Giannini - Paolo il caldo
  - Gian Maria Volonté - Giordano Bruno
- 1975: Vittorio Gassman - Profumo di donna
  - Ugo Tognazzi - Romanzo popolare
  - Stefano Satta Flores - C'eravamo tanto amati
- 1976: Michele Placido - Marcia trionfale
  - Giulio Brogi - San Michele aveva un gallo
  - Ugo Tognazzi - Amici miei
  - Nino Manfredi - Attenti al buffone
- 1977: Alberto Sordi - Un borghese piccolo piccolo
  - Nino Manfredi - Brutti, sporchi e cattivi
  - Ugo Tognazzi - La stanza del vescovo
- 1978: Nino Manfredi - In nome del Papa Re
- 1979: Flavio Bucci - Ligabue

### Anni 1980-1989
- 1980: Nino Manfredi - Café Express
- 1981: Vittorio Mezzogiorno - Tre fratelli
  - Alberto Sordi - Io e Caterina
  - Massimo Troisi - Ricomincio da tre
  - Michele Placido - Fontamara
- 1982: Ugo Tognazzi - La tragedia di un uomo ridicolo
- 1983: Francesco Nuti - Io, Chiara e lo Scuro
  - Marcello Mastroianni - Il mondo nuovo
- 1984: Carlo Delle Piane - Una gita scolastica
  - Giancarlo Giannini - Mi manda Picone
  - Enrico Montesano - Sotto... sotto... strapazzato da anomala passione
  - Alberto Sordi - Il tassinaro
- 1985: Michele Placido - Pizza connection
- 1986: Marcello Mastroianni - Ginger e Fred
  - Carlo Delle Piane - Festa di laurea
  - Marcello Mastroianni - Maccheroni
  - Carlo Verdone - Troppo forte
- 1987: Roberto Benigni - Daunbailò[1]
  - Walter Chiari - Romance
  - Vittorio Gassman - La famiglia
- 1988: Marcello Mastroianni - Oci ciornie
  - Carlo Verdone - Io e mia sorella
  - Renato Pozzetto - Da grande
- 1989: Gian Maria Volonté - L'opera al nero[2]
  - Giancarlo Giannini - 'o Re
  - Roberto Benigni - Il piccolo diavolo

### Anni 1990-1999
- 1990: Vittorio Gassman - Lo zio indegno
  - Roberto Citran - Il prete bello
  - Massimo Troisi - Che ora è
  - Michele Placido - Mery per sempre
  - Marcello Mastroianni - Che ora è
- 1991: Marcello Mastroianni - Verso sera
  - Diego Abatantuono - Turné
  - Giancarlo Giannini - Il male oscuro
  - Paolo Villaggio - La voce della Luna
  - Gian Maria Volonté - Porte aperte
- 1992: Roberto Benigni - Johnny Stecchino
  - Silvio Orlando - Il portaborse
  - Diego Abatantuono - Mediterraneo
  - Sergio Castellitto - La carne
  - Claudio Amendola - Ultrà
- 1993: Diego Abatantuono - Puerto Escondido
  - Claudio Amendola - Un'altra vita
  - Carlo Cecchi - Morte di un matematico napoletano
  - Enrico Lo Verso - Il ladro di bambini
  - Carlo Verdone - Al lupo al lupo
- 1994: Paolo Villaggio - Il segreto del bosco vecchio
  - Sergio Castellitto - Il grande cocomero
  - Nanni Moretti - Caro diario
  - Fabrizio Bentivoglio - Un'anima divisa in due
  - Carlo Cecchi, Ricky Memphis, Enrico Lo Verso, Claudio Amendola e Tony Sperandeo - La scorta
- 1995: Alessandro Haber - La vera vita di Antonio H.
  - Kim Rossi Stuart - Senza pelle
  - Enrico Lo Verso - Lamerica
  - Massimo Ghini - Senza pelle
  - Giulio Scarpati - Il giudice ragazzino
- 1996: Sergio Castellitto - L'uomo delle stelle
  - Fabrizio Bentivoglio - Un eroe borghese
  - Nanni Moretti - La seconda volta
  - Marcello Mastroianni - Sostiene Pereira
  - Silvio Orlando - La scuola
- 1997: Leonardo Pieraccioni - Il ciclone
  - Silvio Orlando - Ferie d'agosto
  - Antonio Albanese - Vesna va veloce
  - Massimo Boldi - Festival
  - Claudio Amendola - La mia generazione
- 1998: Roberto Benigni - La vita è bella
  - Silvio Orlando - Auguri professore
  - Valerio Mastandrea - Tutti giù per terra
  - Claudio Amendola - Altri uomini
  - Toni Servillo - I vesuviani
- 1999: Giancarlo Giannini - La stanza dello scirocco
  - Valerio Mastandrea - L'odore della notte
  - Antonio Albanese - Tu ridi
  - Stefano Accorsi - I piccoli maestri
  - Kim Rossi Stuart - La ballata dei lavavetri

### Anni 2000-2009
- 2000: Silvio Orlando - Preferisco il rumore del mare
  - Gianni Cavina - La via degli angeli
  - Francesco Giuffrida e Gianmarco Tognazzi - Prime luci dell'alba
  - Carlo Verdone - C'era un cinese in coma
  - Luca Zingaretti - L'anniversario
- 2001: Stefano Accorsi - Le fate ignoranti
  - Diego Abatantuono e Sergio Castellitto - Concorrenza sleale
  - Antonio Albanese e Fabrizio Bentivoglio - La lingua del santo
  - Aldo, Giovanni e Giacomo - Chiedimi se sono felice
  - Luigi Lo Cascio - I cento passi
- 2002: Sergio Castellitto - L'ora di religione
  - Antonio Catania - Ribelli per caso
  - Fabrizio Gifuni - Sole negli occhi
  - Andrea Renzi e Toni Servillo - L'uomo in più
  - Francesco Salvi - La rentrée
- 2003: Neri Marcorè - Il cuore altrove – ex aequo Gigi Proietti - Febbre da cavallo - La mandrakata
  - Fabrizio Bentivoglio - Ricordati di me
  - Ernesto Mahieux - L'imbalsamatore
  - Valerio Mastandrea - Velocità massima
- 2004: Alessio Boni, Fabrizio Gifuni, Luigi Lo Cascio e Andrea Tidona - La meglio gioventù – ex aequo Roberto Herlitzka - Buongiorno, notte
  - Sergio Castellitto - Caterina va in città
  - Ennio Fantastichini - Alla fine della notte
  - Sergio Rubini - Mio cognato
- 2005: Toni Servillo - Le conseguenze dell'amore
  - Fabrizio Bentivoglio - L'amore ritorna
  - Giorgio Pasotti - Dopo mezzanotte e Volevo solo dormirle addosso
  - Kim Rossi Stuart - Le chiavi di casa
  - Carlo Verdone - L'amore è eterno finché dura
- 2006: Pierfrancesco Favino, Kim Rossi Stuart e Claudio Santamaria - Romanzo criminale
  - Stefano Accorsi - Provincia meccanica
  - Antonio Albanese - La seconda notte di nozze
  - Roberto Benigni - La tigre e la neve
  - Luca Zingaretti - Alla luce del sole e I giorni dell'abbandono
- 2007: Silvio Orlando - Il caimano
  - Diego Abatantuono - La cena per farli conoscere
  - Marco Leonardi - Maradona - La mano de Dios
  - Giorgio Pasotti e Giorgio Colangeli - L'aria salata
  - Giacomo Rizzo - L'amico di famiglia
  - Carlo Verdone e Silvio Muccino - Il mio miglior nemico
- 2008: Toni Servillo - La ragazza del lago
  - Antonio Albanese - Giorni e nuvole
  - Elio Germano - Mio fratello è figlio unico e Nessuna qualità agli eroi
  - Valerio Mastandrea - Non pensarci
  - Nanni Moretti - Caos calmo
- 2009: Toni Servillo - Il divo
  - Antonio Albanese - Questione di cuore
  - Libero De Rienzo - Fortapàsc
  - Silvio Orlando - Il papà di Giovanna
  - Kim Rossi Stuart - Questione di cuore
  - Filippo Timi - Come Dio comanda e Vincere

### Anni 2010-2019
- 2010: Elio Germano - La nostra vita ex aequo Christian De Sica - Il figlio più piccolo
  - Sergio Castellitto - Alza la testa e Questione di punti di vista
  - Valerio Mastandrea - La prima cosa bella e Good Morning Aman
  - Riccardo Scamarcio - Mine vaganti e La prima linea
- 2011: Kim Rossi Stuart - Vallanzasca - Gli angeli del male
  - Claudio Bisio e Alessandro Siani - Benvenuti al Sud
  - Raoul Bova - Nessuno mi può giudicare
  - Toni Servillo - Una vita tranquilla e Il gioiellino
  - Emilio Solfrizzi - Se sei così ti dico sì
- 2012: Pierfrancesco Favino - ACAB - All Cops Are Bastards e Romanzo di una strage
  - Fabrizio Bentivoglio - Scialla! (Stai sereno)
  - Elio Germano - Magnifica presenza
  - Roberto Herlitzka - Sette opere di misericordia
  - Vinicio Marchioni - Cavalli e Sulla strada di casa
- 2013: Aniello Arena - Reality
  - Raoul Bova e Marco Giallini - Buongiorno papà
  - Luca Marinelli - Tutti i santi giorni
  - Valerio Mastandrea - Gli equilibristi e Viva la libertà
  - Francesco Scianna - Itaker - Vietato agli italiani
- 2014: Fabrizio Bentivoglio e Fabrizio Gifuni - Il capitale umano
  - Elio Germano - L'ultima ruota del carro
  - Edoardo Leo - Smetto quando voglio, La mossa del pinguino e Ti ricordi di me?
  - Giampaolo Morelli e Alessandro Roja - Song'e Napule
  - Kim Rossi Stuart - Anni felici
- 2015: Alessandro Gassmann - Il nome del figlio e I nostri ragazzi
  - Pierfrancesco Favino - Senza nessuna pietà
  - Fabrizio Ferracane, Marco Leonardi e Peppino Mazzotta - Anime nere
  - Riccardo Scamarcio - Nessuno si salva da solo
  - Luca Zingaretti - Perez.
- 2016: Stefano Accorsi - Veloce come il vento
  - Pierfrancesco Favino - Suburra
  - Elio Germano - Alaska
  - Claudio Santamaria - Lo chiamavano Jeeg Robot
  - Riccardo Scamarcio - La prima luce, Pericle il nero
- 2017: Renato Carpentieri - La tenerezza
  - Marco Giallini e Alessandro Gassmann - Beata ignoranza
  - Luca Marinelli - Il padre d'Italia
  - Michele Riondino - La ragazza del mondo
  - Toni Servillo - Lasciati andare
- 2018: Marcello Fonte e Edoardo Pesce - Dogman
  - Alessio Boni - La ragazza nella nebbia, Respiri
  - Giuseppe Battiston - Finché c'è prosecco c'è speranza, Dopo la guerra
  - Toni Servillo - Loro
  - Valerio Mastandrea - The Place
- 2019: Pierfrancesco Favino - Il traditore
  - Alessandro Borghi - Il primo re
  - Andrea Carpenzano - Il campione
  - Marco Giallini e Valerio Mastandrea - Domani è un altro giorno
  - Riccardo Scamarcio - Euforia, Il testimone invisibile, Lo spietato

### Anni 2020-2029
- 2020: Pierfrancesco Favino – Hammamet
  - Stefano Accorsi e Edoardo Leo – La dea fortuna
  - Luca Marinelli – Martin Eden
  - Francesco Di Leva – Il sindaco del rione Sanità
  - Kim Rossi Stuart – Gli anni più belli
- 2021[3][4]: Kim Rossi Stuart - Cosa sarà
  - Pierfrancesco Favino - Padrenostro
  - Sergio Castellitto - Il cattivo poeta
  - Alessandro Gassmann - Non odiare
  - Fabrizio Gifuni - La belva
- 2022: Pierfrancesco Favino – Nostalgia (ex aequo) e Silvio Orlando – Ariaferma e Il bambino nascosto (ex aequo)
  - Andrea Carpenzano – Calcinculo e Lovely Boy
  - Massimiliano Gallo – Il silenzio grande
  - Elio Germano – America Latina
  - Toni Servillo – Ariaferma e Qui rido io
- 2023: Alessandro Borghi e Luca Marinelli - Le otto montagne
  - Pierfrancesco Favino - L'ultima notte di Amore
  - Edoardo Leo - Mia
  - Luigi Lo Cascio - Il signore delle formiche
  - Fausto Russo Alesi - Rapito
- 2024: Michele Riondino - Palazzina Laf
  - Antonio Albanese - Cento domeniche
  - Pierfrancesco Favino - Comandante
  - Elio Germano - Confidenza
  - Adriano Giannini - Adagio

## Attori pluripremiati
| Numero di vittorie | Vincitore            | Anni                                     |
| ------------------ | -------------------- | ---------------------------------------- |
| 7                  | Marcello Mastroianni | 1955, 1958, 1961, 1962, 1986, 1988, 1991 |
| 5                  | Pierfrancesco Favino | 2006, 2012, 2019, 2020, 2022             |
| 4                  | Vittorio Gassman     | 1959, 1963, 1975, 1990                   |
| 4                  | Nino Manfredi        | 1966, 1970, 1978, 1980                   |
| 3                  | Roberto Benigni      | 1987, 1992, 1998                         |
| 3                  | Giancarlo Giannini   | 1973, 1974, 1999                         |
| 3                  | Fabrizio Gifuni      | 2004, 2014, 2025                         |
| 3                  | Silvio Orlando       | 2000, 2007, 2022                         |
| 3                  | Kim Rossi Stuart     | 2006, 2011, 2021                         |
| 3                  | Toni Servillo        | 2005, 2008, 2009                         |
| 3                  | Alberto Sordi        | 1956, 1960, 1977                         |
| 3                  | Ugo Tognazzi         | 1964, 1969, 1982                         |
| 3                  | Gian Maria Volonté   | 1968, 1971, 1989                         |
| 2                  | Stefano Accorsi      | 2001, 2016                               |
| 2                  | Sergio Castellitto   | 1996, 2002                               |
| 2                  | Michele Placido      | 1976, 1985                               |
| 2                  | Totò                 | 1952, 1967                               |